# 13 Sins
Pour plus de détails, voir Fiche technique et Distribution.
13 Sins est un film américain coécrit et réalisé par Daniel Stamm, sorti en 2014. C'est le remake du film Thaïlandais 13 jeux de mort.

## Fiche technique
Sauf indication contraire, les informations mentionnées dans cette section peuvent être confirmées par la base de données cinématographiques IMDb,  présente dans la section « Liens externes ».
- Titre original et francophone[1] : 13 Sins
- Réalisation : Daniel Stamm
- Scénario : David Birke et Daniel Stamm
- Direction artistique : James A. Gelarden
- Décors : Bradford Johnson
- Costumes : Marcy Rector
- Photographie : Zoltan Honti
- Montage : Shilpa Sahi
- Musique : Michael Wandmacher
- Casting : Lisa Marie Dupree, Venus Kanani et Mary Vernieu
- Production : Charles Auty, Stephen Fuss, Brian Kavanaugh-Jones, Sarah Micciche, Kiki Miyake, Steven Squillante, Leslie Wise, Jason Hewitt, Carsten H. W. Lorenz, Charles M. Barsamian, Philip Moross

Production exécutive : Charles M. Barsamian, Somsak Techaratanaprasert, Jason Blum, Thomas P. Clay, Stuart Ford
- Sociétés de production : Dimension Films, RADiUS-TWC, IM Global (en), Blumhouse Productions, Automatik Entertainment, Little Magic Films, Sahamongkol Film International
- Sociétés de distribution : Dimension Films et RADiUS-TWC (cinéma) / Anchor Bay Entertainment (DVD / Blu-ray)
- Pays d'origine :  États-Unis
- Langue originale : anglais
- Format : couleur - 35 mm - 2,35:1 - son Dolby Digital
- Genre : comédie horrifique, thriller
- Durée : 93 minutes
- Dates de sortie[2] :
  - États-Unis (pays d'origine) : 7 mars 2014 (festival du film de South by Southwest) ; 18 avril 2014 (sortie limitée) ; 17 juin 2014[3] (DVD / Blu-ray)
  - Pologne : 11 avril 2014 (première mondiale)
  - France : 25 septembre 2014[4] (directement en VOD)
- Public : Rated R (aux États-Unis) pour la violence, le langage et les images de sang[5]

## Distribution
- Mark Webber (VF : Franck Lorrain) : Elliot Brindle
- Devon Graye (VF : Emmanuel Garijo) : Michael Brindle
- Tom Bower (VF : Patrick Floersheim) : le père d'Elliot et Michael
- Rutina Wesley (VF : Sophie Riffont) : Shelby
- Ron Perlman (VF : Jacques Frantz) : le lieutenant Chilcoat
- Pruitt Taylor Vince (VF : Paul Borne) : Vogler
- George Coe (VF : Jean-Pierre Leroux) : la voix du « Jeu »
- Clyde Jones (VF : Jean-Paul Pitolin) : Gerry
- Deneen Tyler (VF : Élisabeth Wiener) : Joyce
- Tom Lawson Jr. : le professeur Edgar Solomon
- Donny Boaz (VF : Axel Kiener) : Jon Witter
- Lance E. Nichols (VF : Thierry Desroses) : le capitaine de police
- Christopher Berry (VF : Jean Rieffel) : inspecteur Vance
- Brittney Barlow : l'infirmière

 Source et légende : version française (VF) sur RS Doublage et selon le carton du doublage français sur le DVD zone 2.